# 투족
투족(土族, Tǔ Zú, 토족)은 중국의 몽골계 소수민족으로, 중국 정부에 의해 공인된 56개의 소수민족 중 30번째로 많은 민족이다. 선비족 계열로 몽구오르족(蒙古尔, Monguor)이라고도 부르며, 1953년에 중화인민공화국 정부에 의해 ‘투족’으로 분류되었다. 2010년 기준으로 인구는 289,565명인데, 31개의 지역에 분포하며 특히 칭하이성과 간쑤성에 집중 분포한다.

## 기원
투족은 중국의 북동쪽의 강력한 유목민인 선비족에서 나왔다. 투라는 말은 모용선비의 왕 모용섭귀의 장자였던 토욕혼(吐谷浑 또는 土谷浑)에서 왔다. 그는 284년 북동쪽에서 서쪽으로 대이주를 감행하여 최초로 서역을 차지했던 위대한 왕이었다.

## 같이 보기
- 중국의 민족